# 阿拉卡纳克 (阿拉斯加州)
阿拉卡纳克（英語：Alakanuk），是美国阿拉斯加州的一座城市。该市的人口在2000年为652人，2010年有677人。人口在阿拉斯加州排行第41。